# Les Paysans de Flagey revenant de la foire
Les Paysans de Flagey revenant de la foire – ou Le Retour de la foire – est un tableau réalisé par le peintre français Gustave Courbet en 1850. Cette huile sur toile est une scène de genre qui représente un groupe de paysans originaires de Flagey, dans le Doubs, revenant avec des bovins, deux chevaux et un cochon d'une foire dans une localité voisine, au crépuscule. Exposée à Paris au Salon de peinture et de sculpture de 1850, l'œuvre passe notamment par les galeries Durand-Ruel et Bernheim-Jeune, puis par la collection particulière de Matsukata Kōjirō. Affectée au musée d'Orsay, elle se trouve depuis 1959 en dépôt au musée des Beaux-Arts et d'Archéologie de Besançon, à Besançon.